# بئر محلی
بئر محلی (به عربی: بئر محلی) یک منطقهٔ مسکونی در سوریه است که در استان حلب واقع شده‌است. بئر محلی ۴۳۰ نفر جمعیت دارد.